# Провинциалы (телесериал)
«Провинциа́лы» — российский телевизионный сериал, производство кинокомпании «REN-Film» по заказу REN-TV. Вышел в 2002 году.

## Сюжет
Молодая пара, Павел и Катерина («Кошка»), покидает маленький провинциальный городок Бугровск, и уезжает покорять Москву. У каждого есть своя цель: Катя хочет стать актрисой, а Павел — боксёром.
По прибытии в столицу пара сталкивается с неприятностями, после чего Павел попадает в СИЗО, а «Кошка» пробует поступить в театральный институт. За решёткой Павел знакомится с Джоном, студентом из Нигерии, а Катерина знакомится с Кармен  — харизматичной девушкой, также желающей поступить в театральный ВУЗ.  После того, как Павла с Джоном выпускают, они отправляются искать Катерину...

## В главных ролях
- Ксения Кузнецова — Екатерина Ломовая  («Кошка»)
- Анатолий Пашинин — Павел Новиков
- Диллон Олойеде — Джон
- Олеся Железняк — Кармен
- Сахат Дурсунов — гастарбайтер
- Юрий Стосков —  Виктор Сергеевич Кудрявцев
- Александра Флоринская — Маша, дочь Кудрявцева
- Александр Леньков — режиссёр Волгин
- Юлия Тельпухова — Наташа, девушка Джона
- Виктор Мережко — камео
- Дмитрий Дибров — камео
- Ирина Салтыкова — камео
- Александр Панкратов-Черный — камео
- Вилли Токарев — камео
- Валентин Смирнитский — ректор
- Тимофей Трибунцев — милиционер
- Алексей Ошурков — милиционер
- Раиса Рязанова — эпизод
- Зоя Зелинская — интеллигентная старушка

## Съёмочная группа
- Автор сценария : Виктор Мережко
- Режиссёры : Владимир Краснопольский, Валерий Усков
- Продюсеры : Дмитрий Лесневский, Лариса Томко
- Операторы : Виктор Якушев, Тимур Зельма
- Композитор : Владимир Комаров
- Художники : Сергей Портной (постановщик), Елена Барановская (по костюмам), Игорь Иванов (по декорациям)
- Монтажеры : Ярослав Березовский, Сергей Сложинцев